# Roberto Guizasola
Roberto Guizasola (Puente Piedra, Lima, 21 de agosto de 1984) es un exfutbolista peruano. Jugaba como lateral derecho y su último equipo fue el Club Universidad Técnica de Cajamarca. Tiene 40 años. Es el hermano menor del también futbolista Guillermo Guizasola. Es sobrino del mundialista peruano Guillermo La Rosa y del exjugador Eugenio La Rosa por parte materna.

## Trayectoria
Debutó con el club Alianza Lima en la Copa Libertadores 2003. A mediados del 2006 viajó junto a Josepmir Ballon a probarse en el K. A. A. Gante belga. Se mantuvo en el cuadro blanquiazul hasta fines de 2007, teniendo en el intermedio de ese período cesiones a cuadros de provincia. Luego, para la temporada 2008 del descentralizado peruano, fichó por el Cienciano del Cuzco, fue elegido como el jugador más regular del Cienciano donde clasificó a la Copa Sudamericana 2009.

### Juan Aurich
En la segunda etapa del Campeonato Descentralizado 2009 fue contratado por el Juan Aurich de Chiclayo, club con el que jugó una gran Copa Libertadores 2010. Debido a eso fue voceado por muchos equipos argentinos entre ellos Estudiantes de la Plata, el interés fue confirmado por Alejandro Sabella argumentando que se necesitaba un jugador como "cucurucho" para el equipo.
En julio de 2010, luego de muchas idas y vueltas, fue contratado por el Rosario Central de Argentina. En rosario compartió el equipo con los internacionales argentinos Luciano Figueroa y Kily González.
A mediados del 2011 vuelve al Juan Aurich para ser campeón nacional, donde venció la final a Alianza Lima.
En el 2018 firma por Universidad Técnica de Cajamarca, jugando la Copa Sudamericana 2018, perdiendo en primera ronda contra Rampla Juniors y retirando, a nivel profesional, al año siguiente.

## Selección nacional
Ha sido internacional con la selección peruana en nueve oportunidades. Su debut se produjo en 2008 frente a Bolivia en La Paz, por el marco de las eliminatorias para Sudáfrica 2010. En aquella ocasión, el equipo dirigido por "Chemo" Del Solar cayó derrotado 3-0.
| \| PJ \| Fecha \| Ciudad \| Oponente \| Resultado \| Competición \| Goles \| \| -- \| ---------- \| --------------- \| ---------- \| --------- \| -------------------------- \| ----- \| \| 1. \| 11-10-2008 \| La Paz \| Bolivia \| 0–3 \| Eliminatorias Mundial 2010 \| 0 \| \| 2. \| 04-09-2010 \| Toronto \| Canadá \| 2–0 \| Amistoso \| 0 \| \| 3. \| 07-09-2010 \| Fort Lauderdale \| Jamaica \| 2–1 \| Amistoso \| 0 \| \| 4. \| 08-10-2010 \| Lima \| Costa Rica \| 2–0 \| Amistoso \| 0 \| \| 5. \| 17-11-2010 \| Bogotá \| Colombia \| 1–1 \| Amistoso \| 0 \| \| 6. \| 02-09-2011 \| Lima \| Bolivia \| 2–2 \| Amistoso \| 0 \| \| 7. \| 07-10-2011 \| Lima \| Paraguay \| 2–0 \| Eliminatorias Mundial 2014 \| 0 \| \| 8. \| 11-10-2011 \| Santiago \| Chile \| 2–4 \| Eliminatorias Mundial 2014 \| 0 \| \| 9. \| 29-02-2012 \| Túnez \| Túnez \| 1–1 \| Amistoso \| 0 \| |            |                 |            |           |                            |       |
| PJ | Fecha      | Ciudad          | Oponente   | Resultado | Competición                | Goles |
| 1. | 11-10-2008 | La Paz          | Bolivia    | 0–3       | Eliminatorias Mundial 2010 | 0     |
| 2. | 04-09-2010 | Toronto         | Canadá     | 2–0       | Amistoso                   | 0     |
| 3. | 07-09-2010 | Fort Lauderdale | Jamaica    | 2–1       | Amistoso                   | 0     |
| 4. | 08-10-2010 | Lima            | Costa Rica | 2–0       | Amistoso                   | 0     |
| 5. | 17-11-2010 | Bogotá          | Colombia   | 1–1       | Amistoso                   | 0     |
| 6. | 02-09-2011 | Lima            | Bolivia    | 2–2       | Amistoso                   | 0     |
| 7. | 07-10-2011 | Lima            | Paraguay   | 2–0       | Eliminatorias Mundial 2014 | 0     |
| 8. | 11-10-2011 | Santiago        | Chile      | 2–4       | Eliminatorias Mundial 2014 | 0     |
| 9. | 29-02-2012 | Túnez           | Túnez      | 1–1       | Amistoso                   | 0     |

## Estadísticas

### Clubes
Actualizado hasta fin de carrera deportiva.
| Club                      | Temporada     | Liga  | Liga  | Copas nacionales | Copas nacionales | Copas internacionales | Copas internacionales | Total | Total |
| Club                      | Temporada     | Part. | Goles | Part.            | Goles            | Part.                 | Goles                 | Part. | Goles |
| ------------------------- | ------------- | ----- | ----- | ---------------- | ---------------- | --------------------- | --------------------- | ----- | ----- |
| Alianza Lima · Perú       | 2003          | 2     | 0     | -                | -                | 3                     | 0                     | 5     | 0     |
| Alianza Lima · Perú       | 2004          | 14    | 0     | -                | -                | -                     | -                     | 14    | 0     |
| Coronel Bolognesi · Perú  | 2005          | 1     | 0     | -                | -                | -                     | -                     | 1     | 0     |
| Coronel Bolognesi · Perú  | Total club    | 1     | 0     | -                | -                | -                     | -                     | 1     | 0     |
| Alianza Lima · Perú       | 2006          | 2     | 0     | -                | -                | -                     | -                     | 2     | 0     |
| Sport Áncash · Perú       | 2007          | 15    | 1     | -                | -                | -                     | -                     | 15    | 1     |
| Sport Áncash · Perú       | Total club    | 15    | 1     | 0                | 0                | -                     | -                     | 15    | 1     |
| Cienciano · Perú          | 2008          | 43    | 2     | -                | -                | 8                     | 0                     | 51    | 2     |
| Cienciano · Perú          | 2009          | 15    | 1     | -                | -                | -                     | -                     | 15    | 1     |
| Cienciano · Perú          | Total club    | 58    | 3     | 0                | 0                | 8                     | 0                     | 66    | 3     |
| Juan Aurich · Perú        | 2009          | 12    | 0     | -                | -                | -                     | -                     | 12    | 0     |
| Juan Aurich · Perú        | 2010          | 24    | 0     | -                | -                | 6                     | 1                     | 30    | 1     |
| Rosario Central Argentina | 2011          | 17    | 0     | -                | -                | -                     | -                     | 17    | 0     |
| Rosario Central Argentina | Total club    | 17    | 0     | -                | -                | -                     | -                     | 17    | 0     |
| Juan Aurich · Perú        | 2011          | 15    | 0     | -                | -                | 2                     | 0                     | 17    | 0     |
| Juan Aurich · Perú        | 2012          | 14    | 0     | -                | -                | 4                     | 0                     | 18    | 0     |
| Juan Aurich · Perú        | 2013          | 16    | 0     | -                | -                | -                     | -                     | 16    | 0     |
| Juan Aurich · Perú        | Total club    | 81    | 0     | 0                | 0                | 12                    | 1                     | 93    | 1     |
| Alianza Lima · Perú       | 2014          | 24    | 0     | 15               | 0                | 2                     | 0                     | 41    | 0     |
| Alianza Lima · Perú       | 2015          | 28    | 0     | 6                | 1                | 2                     | 0                     | 36    | 1     |
| Alianza Lima · Perú       | 2016          | 19    | 0     | -                | -                | -                     | -                     | 19    | 0     |
| Alianza Lima · Perú       | Total club    | 89    | 0     | 21               | 1                | 7                     | 0                     | 117   | 1     |
| Sport Huancayo · Perú     | 2017          | 12    | 0     | -                | -                | 1                     | 0                     | 13    | 0     |
| Sport Huancayo · Perú     | Total club    | 12    | 0     | 0                | 0                | 1                     | 0                     | 13    | 0     |
| UTC de Cajamarca · Perú   | 2018          | 24    | 1     | 9                | 0                | 2                     | 0                     | 35    | 1     |
| UTC de Cajamarca · Perú   | 2019          | 27    | 0     | 3                | 0                | 2                     | 0                     | 32    | 0     |
| UTC de Cajamarca · Perú   | Total club    | 51    | 1     | 12               | 0                | 4                     | 0                     | 67    | 1     |
| Total carrera             | Total carrera | 325   | 5     | 33               | 1                | 32                    | 1                     | 390   | 7     |

## Palmarés
| Título                    | Club         | País | Año  |
| ------------------------- | ------------ | ---- | ---- |
| Torneo Clausura           | Alianza Lima | Perú | 2003 |
| Primera División del Perú | Alianza Lima | Perú | 2003 |
| Torneo Apertura           | Alianza Lima | Perú | 2004 |
| Primera División del Perú | Alianza Lima | Perú | 2004 |
| Torneo Apertura           | Alianza Lima | Perú | 2006 |
| Primera División del Perú | Alianza Lima | Perú | 2006 |
| Primera División del Perú | Juan Aurich  | Perú | 2011 |
| Torneo del Inca           | Alianza Lima | Perú | 2014 |

### Distinciones individuales
| Distinción                                                                                 | Año  |
| ------------------------------------------------------------------------------------------ | ---- |
| Incluido en el equipo ideal del Torneo del Inca según el portal periodístico DeChalaca.com | 2014 |